# Ghetto talkbox
De zogenoemde ghetto talkbox is een talkbox gemaakt uit huis-tuin-en-keukenmateriaal  waarmee men woorden kan spreken zonder de stembanden te gebruiken.
De naam is ontstaan doordat arme mensen die geen geld hadden zelf een talkbox maakte.
De therm ghetto wil zeggen arm, zelfgemaakt.
De talkbox is eenvoudig zelf te fabriceren uit onder meer een ontstopper en een luidspreker. Via een buis komt het geluid uit een gitaar in de mond terecht.

## Benodigde onderdelen
- Vinylbuis van 1,25 cm, 1/2"
- Eindkap pvc van 110 tot 125 cm
- Ontstopper, binnenmaat 110 tot 125 cm
- Rechter pc-luidspreker